# Stellan Skarsgård
Pour les articles homonymes, voir Skarsgård.
Stellan Skarsgård (/²stɛlːan ˈskɑːʂɡoːɖ/ ) est un acteur suédois, né le 13 juin 1951 à Göteborg.

## Biographie
Révélé à 16 ans par Bombi Bitt och Jag, une série télévisée dans laquelle il tient le rôle principal, le Suédois Stellan Skarsgård rejoint en 1972 le Théâtre Royal de Stockholm. Il en devient un des piliers, travaillant, durant quinze ans, sous la direction des plus grands metteurs en scènes scandinaves, parmi lesquels Ingmar Bergman.
Stellan Skarsgård apparaît pour la première fois au cinéma en 1972 dans Firmafesten de Jan Halldoff, et devient bientôt l'un des acteurs les plus populaires de son pays, décrochant en 1982 le Guldbagge — équivalent suédois des César — pour son rôle dans L'Assassin candide, qui lui vaut également l'Ours d'argent du meilleur acteur à la Berlinale 1982. Remarqué par les cinéastes américains, il apparaît dans L'Insoutenable Légèreté de l'être de Philip Kaufman et À la poursuite d'Octobre rouge de John McTiernan.
En 1996, Stellan Skarsgård incarne un ouvrier paralysé, pour lequel la jeune Emily Watson (qu'il retrouvera 23 ans plus tard dans la mini-série Chernobyl) est prête à se sacrifier, dans Breaking the Waves de Lars von Trier. Grand Prix du jury au festival de Cannes, le mélodrame danois donne un coup d'accélérateur à la carrière internationale du comédien. On le retrouve alors à l'affiche de films hollywoodiens, des plus intimistes (Will Hunting de Gus Van Sant) aux plus spectaculaires (Ronin, de John Frankenheimer, Le Roi Arthur). Steven Spielberg choisit l'acteur au regard tantôt inquiétant tantôt bienveillant pour incarner un homme d'affaires abolitionniste dans Amistad.
Parallèlement à sa carrière américaine, Stellan Skarsgård reste fidèle au cinéma scandinave. Flic ambigu dans Insomnia du Norvégien Erik Skjoldbjærg qui donne lieu à un remake avec Al Pacino, il retrouve Lars von Trier pour Dancer in the Dark, et l'aventure Dogville en 2003. L'acteur prend part à des projets aussi singuliers que Time Code, film expérimental du Britannique Mike Figgis, et Signs and Wonders de Jonathan Nossiter, dans lequel il émeut en père complice et superstitieux. En reprenant en 2003 le rôle du Père Merrin dans le prequel de L'Exorciste, l'acteur suédois marche sur les pas de son glorieux aîné, Max von Sydow.
Il multiplie par la suite les rôles épiques : il interprète le roi Hrothgar dans Beowulf, la légende viking en 2005, puis rejoint le casting royal de Pirates des Caraïbes en 2006 et 2007. Il fait, par la suite, une incursion dans l'univers médiéval pour les besoins de Arn, chevalier du Temple de Peter Flinth. Son allure ambiguë lui permet de décrocher le rôle de Goya aux côtés de Natalie Portman dans un film imaginé par Miloš Forman (Les Fantômes de Goya). Puis en 2009, il renoue avec le cinéma américain, en étant à l'affiche de Anges et Démons de Ron Howard, adaptation cinématographique du roman éponyme de Dan Brown.

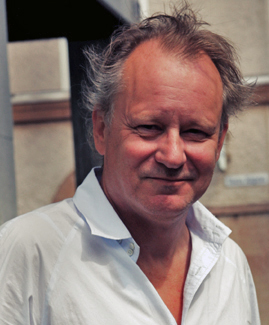
Stellan Skarsgård en 2009.

En 2011, il renoue avec le cinéma scandinave : dans la comédie décalée Un chic type, il campe le personnage d'Ulrik qui, après avoir purgé une peine de 12 ans pour meurtre, hésite entre se réconcilier avec sa famille brisée ou se venger des personnes qui l'ont envoyé en prison ; dans le film norvégien Les Révoltés de l'île du Diable (Kongen av Bastøy), il est — en 1915 — le redoutable directeur du centre de détention pour ados de Bastøy. Dernièrement, il joue dans Millénium : Les Hommes qui n'aimaient pas les femmes de David Fincher (adaptation cinématographique du roman éponyme) où il campe le rôle de Martin Vanger. Toujours en 2011, il incarne pour la première fois le scientifique Erik Selvig dans le film Thor, au côté de Chris Hemsworth et Natalie Portman. Il reprend le rôle dans trois autres films de l'univers cinématographique Marvel. tels que les films de l'équipe des Vengeurs Avengers (2012) et Avengers : l'ère d'Ultron (2015) et dans la suite dédié au dieu d'Asgard, Thor : Le Monde des ténèbres (2013).
En 2019, il prête ses traits au vice-président soviétique du Conseil des ministres de l'URSS Boris Chtcherbina dans la mini-série Chernobyl relatant la catastrophe nucléaire de Tchernobyl et diffusée sur HBO. Il tourne également un cinquième film avec le réalisateur Hans Petter Moland, L'été où mon père disparut.
En 2021, il joue l'imposant baron Vladimir Harkonnen dans la nouvelle adaptation cinématographique des romans Dune réalisée par Denis Villeneuve. Le personnage fut auparavant incarné par Kenneth McMillan dans l'adaptation de David Lynch sorti en 1984.
En 2022, il joue le marchand d'art Luthen Rael, bouillonnant de haine envers l'Empire galactique, dans la série télévisée Andor, œuvre dérivée de la franchise Star Wars servant de prequelle au film Rogue One: A Star Wars Story sorti en 2016. 
En 2024, il incarne à nouveau le Baron Vladimir Harkonnen dans le film Dune, deuxième partie (Dune: Part Two) de Denis Villeneuve.

### Vie privée
En 1975, il épouse My Skarsgård (née en 1956). Ils divorcent en 2007. Le couple a six enfants :  
- Alexander (né en 1976) qui joue dans les séries américaines True Blood et Big Little Lies et dans les films Melancholia de Lars von Trier et The Northman,
- Gustaf (né en 1980) acteur, que l'on peut voir notamment dans la série Vikings,
- Samuel (né en 1982),
- Bill (né en 1990) lui aussi comédien et rôle principal du film Ça (2017),
- Eija (née en 1992),
- Valter (né en 1995).

Il a aussi deux enfants avec sa seconde femme Megan Everett, née en 1976 :  
- Ossian (né en 2009),
- Kolbjörn (né en 2012).

## Filmographie

### Cinéma

#### Années 1970
- 1972 : Strandhugg i somras de Mikael Ekman : Erik
- 1972 : Firmafesten de Jan Halldoff : Peter
- 1973 : Åttonde budet (Court-métrage) de Ivo Dvorák
- 1973 : Fem døgn i august de Svend Wam : Christer
- 1973 : Bröllopet de Jan Halldoff : Roffe Eriksson
- 1973 : Les Impures (Anita - ur en tonårsflickas dagbok) de Torgny Wickman : Erik
- 1974 : Parties carrées (The Intruders) de Torgny Wickman : Peter Delaney
- 1977 : Tabu de Vilgot Sjöman : Jan-Erik
- 1977 : Hemåt i natten de Jon Lindström : Kurt Sjöberg

#### Années 1980
- 1981 : Kyssen (court-métrage) de Berit Lundell
- 1982 : Den enfaldige mördaren de Hans Alfredson : Sven
- 1983 : P & B de Hans Alfredson : Karl-Johan 'Charlie' Pettersson
- 1984 : Åke och hans värld d'Allan Edwall : Ebenholtz
- 1985 : Falsk som vatten de Hans Alfredson : Stig
- 1985 : Pelle Svanslös i Amerikatt (animation) de Jan Gissberg et Stig Lasseby : Pelle Swanson (Voix)
- 1986 : Le Chemin du serpent (Ormens väg på hälleberget) de Bo Widerberg : Karl Orsa Markström
- 1987 : Jim & piraterna Blom de Hans Alfredson : Gustav, le père de Jim (+ coscénariste)
- 1987 : Hip hip hurra! de Kjell Grede : Sören Kröyer
- 1988 : L'Insoutenable légèreté de l'être (The Unbearable Lightness of Being) de Philip Kaufman : L'ingénieur
- 1988 : Vargens tid de Hans Alfredson : Peder Ulfstand
- 1988 : Friends de Kjell-Åke Andersson : Matt
- 1988 : The Perfect Murder de Zafar Hai : Axel Svensson
- 1989 : S/Y Glädjen de Göran du Rées : Klas Larsson
- 1989 : Täcknamn Coq Rouge de Per Berglund : Carl Hamilton
- 1989 : Les Femmes sur le toit (Kvinnorna på taket) de Carl-Gustav Nykvist : Willy

#### Années 1990
- 1990 : À la poursuite d'Octobre rouge (The Hunt for Red October) de John McTiernan : Capitaine Tupolev
- 1990 : God afton, Herr Wallenberg - En Passionshistoria från verkligheten de Kjell Grede : Raoul Wallenberg
- 1991 : Oxen de Sven Nykvist : Helge Roos
- 1992 : Den Demokratiske terroristen de Per Berglund : Carl Hamilton
- 1992 : Wind de Carroll Ballard : Joe Heiser
- 1993 : Kådisbellan de Åke Sandgren : Fritiof Schütt
- 1993 : Polis polis potatismos de Per Berglund : Le directeur de sécurité à la Compagnie Palmgrens
- 1993 : La Dernière danse (Sista dansen) de Colin Nutley : Host in Norrköping
- 1995 : Jönssonligans största kupp de Hans Åke Gabrielsson : Herman Melvin
- 1995 : Kjærlighetens kjøtere de Hans Petter Moland : Randbæk
- 1995 : Hundarna i Riga de Per Berglund : Magnus Björk
- 1996 : Harry och Sonja de Björn Runge : Harry Olsson
- 1996 : Breaking the Waves de Lars von Trier : Jan Nyman
- 1997 : Insomnia d'Erik Skjoldbjærg : Jonas Engström
- 1997 : My Son the Fanatic d'Udayan Prasad : Schitz
- 1997 : Will Hunting (Good Will Hunting) de Gus Van Sant : Prof. Gerald Lambeau
- 1997 : Amistad de Steven Spielberg : Tappan
- 1998 : Glasblåsarns barn d'Anders Grönros : Albert
- 1998 : Savior de Predrag Antonijević : Peter Dominic
- 1998 : Ronin de John Frankenheimer : Gregor
- 1999 : Peur bleue (Deep Blue Sea) de Renny Harlin : Jim Whitlock

#### Années 2000
- 2000 : Kiss Kiss (Bang Bang) de Stewart Sugg : Felix
- 2000 : D'un rêve à l'autre (Passion of Mind) d'Alain Berliner : William Granther
- 2000 : Signs and Wonders de Jonathan Nossiter : Alec
- 2000 : Time Code (Timecode) de Mike Figgis : Alex Green
- 2000 : Dancer in the Dark de Lars von Trier : Docteur
- 2000 : Aberdeen de Hans Petter Moland : Tomas Heller
- 2001 : Powder Keg d'Alejandro González Iñárritu : Harvey Jacobs
- 2001 : Taking Sides, le cas Furtwängler (Taking Sides) d'István Szabó : Dr. Wilhelm Furtwängler
- 2001 : La Prison de verre (The Glass House) de Daniel Sackheim : Terrence 'Terry' Glass
- 2002 : Sans motif apparent (The House on Turk Street) de Bob Rafelson : Tyrone
- 2002 : City of Ghosts de Matt Dillon : Joseph Kaspar
- 2003 : Att döda ett barn (Court-métrage) de Björne Larson et Alexander Skarsgård : Narrateur (Voix)
- 2003 : Dogville de Lars von Trier : Chuck
- 2004 : Eiffeltornet (court-métrage) de Niklas Rådström : Jakob
- 2004 : Le Roi Arthur (King Arthur) d'Antoine Fuqua : Cerdic de Wessex
- 2004 : L'Exorciste : Au commencement (Exorcist: The Beginning) de Renny Harlin : Père Merrin
- 2005 : Dominion: Prequel to the Exorcist de Paul Schrader : Père Lankester Merrin
- 2005 : Beowulf, la légende viking de Sturla Gunnarsson : Hrothgar
- 2005 : Torte Bluma (Court-métrage) de Benjamin Ross : Stangl
- 2006 : Kill Your Darlings de Björne Larson : Le père d'Erik
- 2006 : Pirates des Caraïbes : Le Secret du coffre maudit (Pirates of the Caribbean : Dead Man's Chest) de Gore Verbinski : Bill Turner/Bootstrap Bill (Bill le Bottier)
- 2006 : Les Fantômes de Goya (Goya's Ghosts) de Miloš Forman : Francisco de Goya
- 2007 : Pirates des Caraïbes : Jusqu'au bout du monde (Pirates of the Caribbean: At World's End) de Gore Verbinski : Bill Turner/Bootstrap Bill (Bill le bottier)
- 2007 : Arn, chevalier du Temple (Arn, tempelriddaren ) de Peter Flinth : Birger Brosa
- 2008 : Mamma Mia! de Phyllida Lloyd : Bill Anderson
- 2009 : Anges et Démons de Ron Howard : Commander Richter
- 2009 : Metropia : Ralph (Voix)
- 2009 : WΔZ de Tom Shankland : Inspecteur Argo

#### Années 2010
- 2010 : Un chic type de Hans Petter Moland : Ulrick
- 2010 : Les Révoltés de l'île du Diable (Kongen av Bastøy) de Marius Holst
- 2010 : Frankie et Alice (Frankie & Alice) de Geoffrey Sax : Oz
- 2011 : Melancholia de Lars von Trier : Jack
- 2011 : Thor de Kenneth Branagh : Dr. Erik Selvig
- 2011 : Millénium : Les Hommes qui n'aimaient pas les femmes (The Girl with the Dragon Tattoo) de David Fincher : Martin Vanger
- 2012 : Avengers (The Avengers) de Joss Whedon : Dr. Erik Selvig
- 2013 : Nymphomaniac de Lars von Trier : Seligman
- 2013 : Roméo et Juliette de Carlo Carlei : Escalus
- 2013 : L'Oracle (Der Medicus) de Philipp Stölzl : Bader
- 2013 : Les Voies du destin de Jonathan Teplitzky : Finlay
- 2013 : Thor : Le Monde des ténèbres (Thor: The Dark World) d'Alan Taylor : Dr. Erik Selvig
- 2014 : Hector et la Recherche du bonheur (Hector and the Search for Happiness) de Peter Chelsom : Edward
- 2014 : Refroidis d'Hans Petter Moland : Nils
- 2015 : Cendrillon (Cinderella) de Kenneth Branagh : le Grand Duc
- 2015 : Avengers : L'Ère d'Ultron de Joss Whedon : Dr. Erik Selvig
- 2016 : Un traître idéal (Our Kind of Traitor) de Susanna White : Dima
- 2016 : Music, War and Love de Martha Coolidge : Benno Moser
- 2017 : Retour à Montauk (Rückkehr nach Montauk) de Volker Schlöndorff : Max Zorn
- 2017 : Borg McEnroe de Janus Metz Pedersen : Lennart Bergelin
- 2018 : L'Homme qui tua Don Quichotte (The Man Who Killed Don Quixote) de Terry Gilliam : le Boss
- 2018 : Mamma Mia! Here We Go Again d'Ol Parker : Bill Anderson
- 2018 : The Breath's Deer (Court-métrage) de Anders Ramsell
- 2019 : Music, War and Love de Martha Collidge : Benno Moser
- 2019 : L'été où mon père disparut d'Hans Petter Moland : Trond
- 2019 : L'Oiseau bariolé (Nabarvené ptáče) de Václav Marhoul : Hans
- 2019 : Hope (Håp) de Maria Sødahl : Tomas

#### Années 2020
- 2020 : Last Words de Jonathan Nossiter : Zyberski
- 2021 : Dune de Denis Villeneuve : Baron Vladimir Harkonnen
- 2022 : Thor: Love and Thunder de Taika Waititi : Dr. Erik Selvig
- 2024 : Dune : Deuxième Partie (Dune: Part Two) de Denis Villeneuve : Baron Vladimir Harkonnen
- 2025 : Valeur sentimentale de Joachim Trier : Gustav

### Télévision
- 1968 : Bombi-Bitt och-jag (série télévisée) : Bombi-Bitt
- 1972 : Magnetisören (téléfilm) : Soldat
- 1981 : Skärp dig, älskling (série télévisée) : Georg
- 1981 : Babel hus (série télévisée) : Dr. Mattsson
- 1981 : Olsson per sekund eller Det finns ingen anledning till oro (téléfilm) : The tardy one
- 1983 : Farmor och var herre (série télévisée) : Nathan
- 1983 : L'École des femmes (Hustruskolan) (téléfilm) : Horace
- 1985 : Noon Wine (téléfilm) : Olaf Helton
- 1985 : Den tragiska historien om Hamlet - Prins av Danmark (téléfilm) : Hamlet
- 1985 : August Strindberg: Ett liv (série télévisée) : Verner von Heidenstam
- 1989 : Förhöret (téléfilm) : Carl Hamilton
- 1989 : Vildanden (téléfilm) : Gregers Werle
- 1990 : Parker Kane (téléfilm) : Nathan Van Adams
- 1990 : S*M*A*S*H* (série télévisée) : le secrétaire d'état
- 1994 : Rapport till himlen (série télévisée) : Gary
- 1997 : L'Hôpital et ses fantômes (The Kingdom II) (série télévisée) : l'avocat de Stig Helmers
- 2000 : Harlan County War (téléfilm) : Warren Jakopovich
- 2000 : D-dag (téléfilm) : Lise's Mand
- 2000 : D-dag - Lise (téléfilm) : Lise's Mand
- 2001 : D-dag - Den færdige film (téléfilm) : Lise's Mand
- 2003 : Hélène de Troie (Helen of Troy) (téléfilm) : Theseus
- 2008 : Entourage (série télévisée) : Verner Vollstedt
- 2008 : God on Trial (téléfilm) : Baumgarten
- 2013 : Rouge Brésil de Sylvain Archambault (téléfilm) : Nicolas Durand de Villegagnon
- 2015 : River (série télévisée) : John River
- 2019 : Chernobyl (mini-série) : Boris Chtcherbina
- 2022-2025 : Andor (série télévisée) : Luthen Rael

### Autres médias
- Il apparaît dans le clip Sadness Is a Blessing de Lykke Li.
- Il apparaît aussi dans le clip Pride de Syntax.
- Il a doublé également le Dr Erik Selvig dans le jeu vidéo Lego Marvel's Avengers

## Voix françaises
En France, Jacques Frantz (décédé en mars 2021) a été la voix française la plus régulière de Stellan Skarsgård. Gabriel Le Doze lui a succédé, prêtant sa voix à l'acteur à sept reprises.

## Distinction

### Récompense
- 2019 : International Online Cinema Awards du meilleur acteur dans un second rôle dans une mini-série ou un téléfilm pour Chernobyl (2019).
- 2019 : Online Film & Television Association Awards du meilleur acteur dans un second rôle dans une mini-série ou un téléfilm pour Chernobyl (2019).
- 25e cérémonie des Critics' Choice Movie Awards 2020 : Meilleur acteur dans un second rôle dans une mini-série ou un téléfilm pour Chernobyl (2019).
- 77e cérémonie des Golden Globes 2020 : Meilleur acteur dans un second rôle dans une série, une mini-série ou un téléfilm pour Chernobyl (2019).

### Nominations
- 2019 : Gold Derby Awards du meilleur acteur dans un second rôle dans une mini-série ou un téléfilm pour Chernobyl (2019).
- 2019 : Online Film & Television Association Awards de la meilleure distribution dans une mini-série ou un téléfilm pour Chernobyl (2019).
- 71e cérémonie des Primetime Emmy Awards 2019 : Meilleur acteur dans un second rôle dans une mini-série ou un téléfilm pour Chernobyl (2019).
- 23e cérémonie des Satellite Awards 2019 : Meilleur acteur dans un second rôle dans une série, téléfilm ou mini-série pour Chernobyl (2019).
- 2020 : Blogos de Oro du meilleur acteur dans un second rôle dans une mini-série ou un téléfilm pour Chernobyl (2019).
- British Academy Television Awards 2020 : Meilleur acteur dans un second rôle dans une mini-série ou un téléfilm pour Chernobyl (2019).